# Ерік Густед
Ерік Густед (дан. Erik Husted, 3 січня 1900 — 10 липня 1988) — данський хокеїст на траві.
Срібний призер Олімпійських Ігор 1920 року.